# پس از همه‌چیز (فیلم ۲۰۲۳)
پس از همه‌چیز (به انگلیسی: After Everything) یک فیلم درام عاشقانه آمریکایی محصول ۲۰۲۳ به نویسندگی و کارگردانی کستیل لندِن است که بر اساس شخصیت‌های مجموعه رمان‌های پس از آن نوشتهٔ آنا تاد ساخته شده‌است. در این فیلم که دنباله مستقیم پس از شادی بی‌پایان (۲۰۲۲) و قسمت پنجم از مجموعه فیلم‌های پس از آن می‌باشد، جوزفین لانگفورد و هیرو فاینز-تیفین به ترتیب نقش تسا یانگ و هاردین اسکات را ایفا می‌کنند.
این فیلم در ۱۳ سپتامبر ۲۰۲۳ توسط ولتیج پیکچرز به صورت محدود در ایالات متحده اکران شد.

## داستان
هاردین هنوز دلتنگ تسا است، یک سال پس از اینکه تسا با کشف پیش‌نویس او برای کتاب «پس از آن»، داستان عشقشان، از او جدا شد. ناشر او کاترین از او می‌خواهد تا پیش از پایان سال، دنباله‌ای برای این کتاب پرفروش بنویسد. 
وقنی هاردین به اصرار کاترین با او و دوستش به کلاب می‌رود نمی‌تواند از هیچ‌چیز لذت ببرد، زیرا دائماً به تسا فکر می‌کند. کاترین و دوستش از هاردین می‌خواهند که آن‌ها را به خانه‌اش ببرد اما او که هیچ لذتی نمی‌برد آنقدر مشروب می‌نوشد تا بالأخره به خواب می‌رود.
روز بعد، هاردین سر قرار ناهار با مادر و پدر خونی‌اش به خاطر دوباره مشروب خوردن مورد سرزنش قرار می‌گیرد. او توضیح می‌دهد به خاطر اینکه تسا تمام دلیل وجود او و منبع الهامش بود، او حالا دچار سد نویسنده شده‌است. مادر هاردین به او پیشنهاد می‌کند که با گذشته صلح کند، سپس می‌گوید که ناتالی دوستی از دوران جوانی‌اش اکنون در لیسبون زندگی می‌کند.
هاردین به پرتغال پرواز می‌کند تا اشتباهش را برای ناتالی جبران کند و به مغازهٔ لباس عروسی که او در آن کار می‌کند می‌رود. ناتالی او را از مغازه بیرون می‌کند، اما بعداً با او ملاقات می‌کند. هاردین اولین باری که یکدیگر را ملاقات کردند را به یاد می‌آورد. زمانی که او برای بازیابی ساعت گران‌قیمتی که در یک بازی پوکر از دست داده بود، شرطی را پذیرفته بود تا ناتالی را اغوا کند و از آن ویدیو بگیرد.
ناتالی به خاطر اینکه دوست هاردین آن ویدیو را همه جا پخش کرد به لیسبون نقل مکان کرد. او که بورسیه‌اش برای رفتن به دانشگاه را نیز از دست داده‌ تصمیم گرفته‌ یک شروع تازه داشته باشد. پس از دیدار دوباره، ناتالی هاردین را دعوت می‌کند تا او و دوستانش را در ساحل ملاقات کند. در آنجا سباستین که به هاردین اعتماد ندارد، او را متقاعد می‌کند که از بالای صخره به درون آب شیرجه بزند.
روز بعد که با ناتالی قایقرانی می‌کند و به او می‌گوید که چه زمانی تسا از او جدا شد، هاردین متوجه می‌شود که هر دو موقعیت مشابه هستند. هم ناتالی هم تسا زندگی خصوصیشان بدون هیچ هشداری در معرض عموم قرار گرفته بود. در بازگشت به ساحل، سباستین و دوستانش هاردین را به خاطر نزدیک شدن به یکی دیگر از دوستان سباستین مورد ضرب و شتم قرار می‌دهند که در نهایت هاردین بازداشت می‌شود.
پدر خونی هاردین به پرتغال می‌آید و برای او وثیقه می‌گذارد. او با هاردین صحبت می‌کند و به او انگیزه می‌دهد، با گفتن اینکه او هم می‌تواند برای تسا جایی در قلبش نگه دارد، هم به آرامی روی حرکت رو به جلو کار کند. هاردین در حالی که مشغول تمیز کردن خانه است، کارت دعوت عروسی لندِن را می‌بیند که از او می‌خواهد ساقدوشش باشد. او تصمیم می‌گیرد کمی بیشتر بماند و سعی کند چیزی بنویسد. 
ناتالی با یک بسته مراقبتی به هاردین سر می‌زند و به خاطر رفتار سباستین عذرخواهی می‌کند. او تقریباً هاردین را می‌بوسد، اما هاردین به او یادآوری می‌کند که هنوز عاشق تسا است. هاردین از او تشکر می‌کند که او را بخشیده است. هاردین که الهام گرفته است دوباره شروع به نوشتن می‌کند. او پس از اتمام پیش‌نویس با عنوان «پیش از آن»، نسخه‌ای را به ناتالی می‌دهد و از آنجایی که او در داستان حضور دارد از او قبل از ارسال آن برای ناشر اجازه می‌خواهد. ناتالی از این بابت خوشحال است و به او اجازه می‌دهد. هاردین هم او را با خانه ساحلی که آرزویش را داشت غافلگیر می‌کند.
در آمریکا، نورا همراه تسا است و امیدوار است که مراسم عروسی بدون مشکل پیش برود. به عنوان ساقدوش عروس و ساقدوش داماد، تسا و هاردین با هم وارد راهرو می‌شوند. این اولین باری است که در بیش از دو سال یکدیگر را می‌بینند. هاردین به برادر ناتنی کوچکش رشوه می‌دهد تا با تسا برقصد، تا او بتواند وارد صحنه شود. 
سخنرانی مخصوص ساقدوشِ هاردین در مورد از دست دادن نیمی از روحش کاملاً دربارهٔ تساست. تسا احساساتی می‌شود و مجلس را ترک می‌کند. هاردین به دنبال او می‌رود، آن‌ها از همدیگر عذرخواهی می‌کنند و سپس با هم آشتی می‌کنند. تسا می‌گوید رابطه‌شان آشفته است، که هاردین با آن مخالف است. آن‌ها نتیجه می‌گیرند که سرنوشتشان به یکدیگر گره خورده است. هاردین در همان لحظه زانو می‌زند و از تسا خواستگاری می‌کند. 
در یک آینده‌نما هاردین با کتابش به نام «بعد» زیر بغلش به خانه می‌رسد. او به دختر کوچکش سلام می‌کند، و سپس تسا را می‌بینیم که به وضوح باردار است.

## بازیگران
- هیرو فاینز-تیفین در نقش هاردین اسکات
- جوزفین لانگفورد در نقش تسا یانگ
- لوئیس لومبارد در نقش تریش دنیلز
- استیون مویر در نقش کریستین ونس
- میمی کین در نقش ناتالی
- بنجامین ماسکولو در نقش سباستین
- کورا کرک در نقش فریا
- رزا اسکودا در نقش کت
- جسیکا وبر در نقش مدی
- الا مارتین در نقش نائومی
- لورا دوترا در نقش پالوما
- چنس پردومو در نقش لندِن
- کیانا مادیرا در نقش نورا
- راب استز در نقش کن اسکات
- آریل کبل در نقش کیمبرلی
- آیا ایوانووا در نقش امری
- کارتر جنکینس در نقش رابرت
- آنتون کوتاس در نقش اسمیت

## تولید

### توسعه
در اوت ۲۰۲۲، اعلام شد که پنجمین فیلم، همزمان با پس از شادی بی‌پایان در حال توسعه بوده است. داستان این فیلم توسط کارگردان کستیل لندِن نوشته شد و اولین قسمت است که بر اساس یکی از رمان‌های آنا تاد ساخته نشده است. جوزفین لانگفورد و هیرو فاینز-تیفین انتخاب شدند تا بار دیگر به ترتیب نقش تسا یانگ و هاردین اسکات را بازی کنند. لوئیس لومبارد و استفن مویر نیز به ترتیب برای ایفای نقش دوباره به عنوان تریش دنیلز و کریستین ونس انتخاب شدند. میمی کین و بنجامین ماسکولو به عنوان شخصیت‌های جدید ناتالی و استفن به بازیگران پیوستند. علاوه بر این، کورا کرک، رزا اسکودا، جسیکا وبر و الا مارتین برای ایفای نقش‌های مکمل به فیلم پیوستند.

### فیلمبرداری
این فیلم، مخفیانه همزمان با قسمت قبلی فیلمبرداری شد، همانطور که در اوت ۲۰۲۲ در پرتغال مشخص شد. با اعلام چراغ سبز، تولیدات پشت سر هم وارد تصویربرداری شدند و مراحل توسعه، پیش‌تولید، تصویربرداری اصلی و متعاقباً پساتولید را از سر گذراندند. 

## انتشار
پس از همه‌چیز در ۱۳ سپتامبر ۲۰۲۳ توسط ولتیج پیکچرز به صورت محدود در ایالات متحده اکران شد. Fathom Events در ۱۳ و ۱۴ سپتامبر ۲۰۲۳ نمایش‌های ویژه‌ای از این فیلم را در ایالات متحده برگزار کرد. این فیلم در سطح بین‌الملل، در کشورهای منتخب از ۱۳ سپتامبر ۲۰۲۳ منتشر شد.
همچنین این اثر در تاریخ ۳ اکتبر ۲۰۲۳ از طریق ویدئو به‌درخواست در ایالات متحده منتشر شد. این فیلم در تاریخ ۳ اکتبر در انگلیس و فرانسه و ۶ اکتبر در استرالیا و نیوزیلند در آمازون پرایم ویدیو در دسترس قرار گرفت.

## آینده
با وجود اینکه پس از همه‌چیز با لاگ‌لاین «قسمت پایانی» به بازار عرضه شد، لندِن در آوریل ۲۰۲۱ گفت که یک پیش‌درآمد و یک دنباله اضافی با محوریت بچه‌های شخصیت‌های اصلی مجموعه در مرحله پیش‌تولید هستند. با این وجود، توزیع کننده ولتیج پیکچرز در سال ۲۰۲۳ اعلام کرد که پس از همه‌چیز پایان فرنچایز خواهد بود.